# Gössenheim
Gössenheim est une commune de Bavière (Allemagne), située dans l'arrondissement de Main-Spessart et le district de Basse-Franconie.

## Géographie

Situation de Gössenheim (en rouge) dans l'arrondissement de Main-Spessart, en mauve, communauté administrative

Gössenheim est située sur la Wern, affluent du Main. La commune formée par la réunion des anciennes communes de Gössenheim et Sachsenheim fait partie de la communauté administrative de Gemünden am Main.

## Démographie
| 1910 | 1933 | 1939 | 1970  | 1987  | 2000  | 2009  |
| ---- | ---- | ---- | ----- | ----- | ----- | ----- |
| 935  | 891  | 915  | 1 070 | 1 167 | 1 272 | 1 263 |

## Monuments

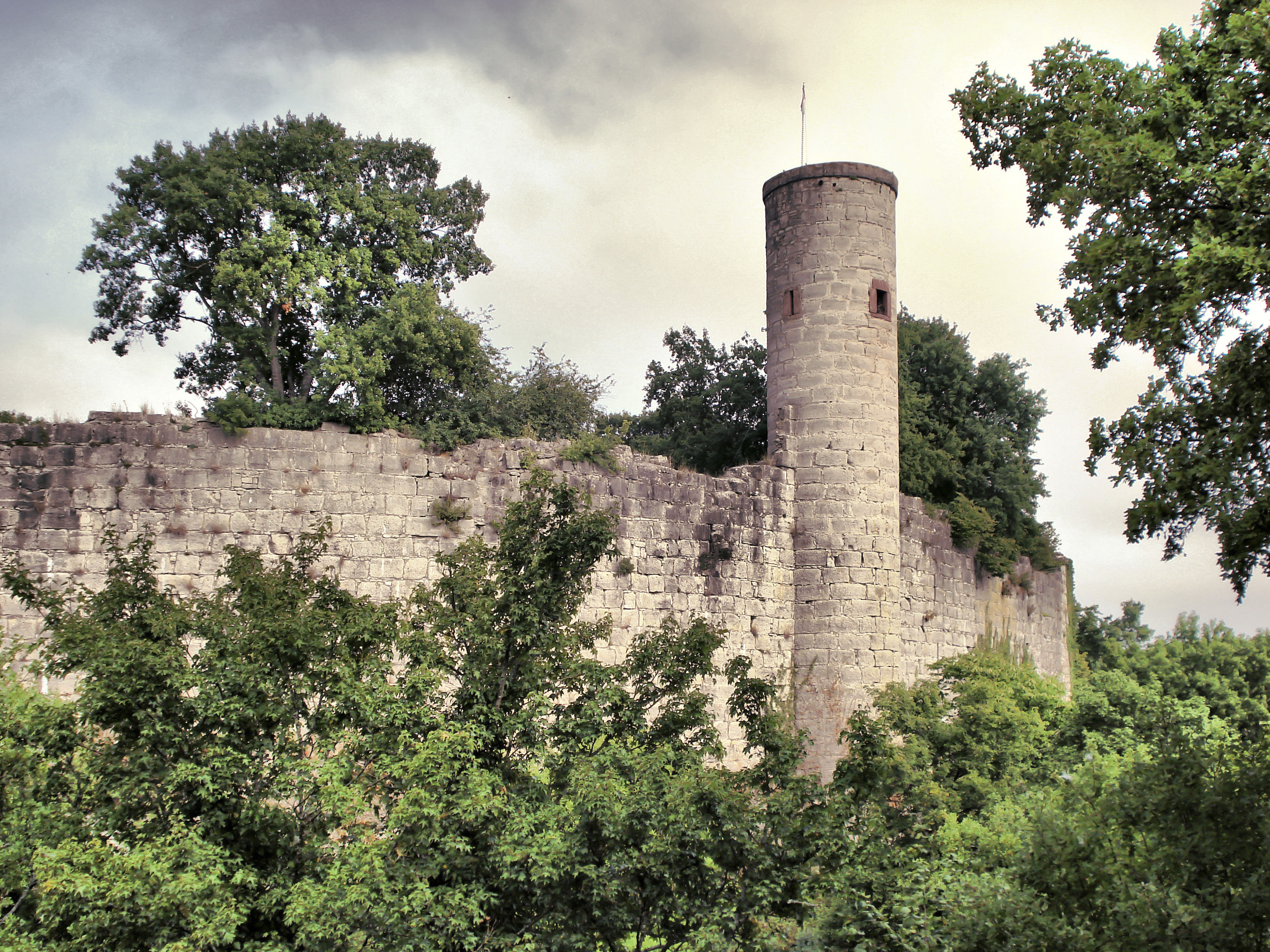
Les ruines du château de Homburg

A quelques kilomètres de Gössenheim se trouvent les ruines du château médiéval de Homburg (XIe siècle).